# Maurice La Châtre

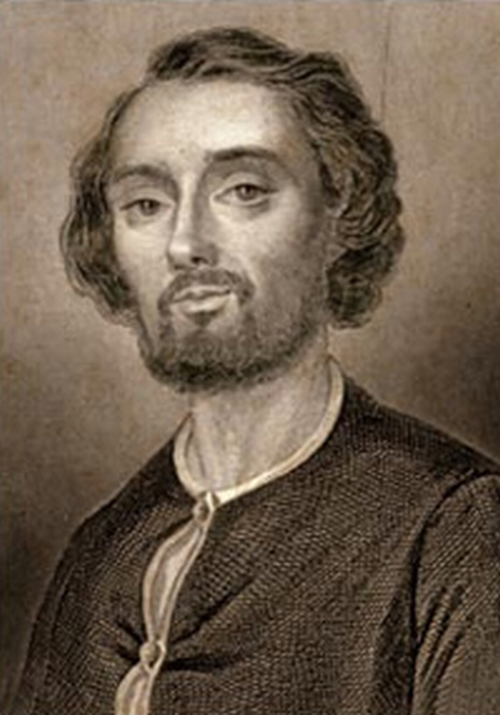
Maurice La Châtre

Maurice La Châtre (* 14. Oktober 1814 in Issoudun; † 9. März 1900 in Paris) war ein französischer Publizist, Verleger, Romanist und Lexikograf.

## Leben und Werk
Maurice de La Châtre, dessen Vater unter Napoleon geadelt worden war, brach in jungen Jahren aus der für ihn vorgesehenen Militärlaufbahn aus und führte eine Existenz als aufklärerischer und antiklerikaler Intellektueller, Publizist und Verleger, der einen Teil seines Lebens im Gefängnis oder im Exil verbrachte. Namentlich seine umfänglichen Wörterbücher und Lexika waren, fern von der heute in lexikographischen Texten gepflegten Objektivität, gespickt mit Polemik aus  sozialistischer Sicht.

Lachâtre war Verleger der Mystères de Paris von Eugène Sue, sowie 1872 der ersten französischen Ausgabe von Karl Marx, Das Kapital (in Lieferungen erschienen).

In La Courneuve und Drancy sind Straßen nach ihm benannt.

## Werke

### Lexikografie
- Le dictionnaire universel. Panthéon littéraire et encyclopédie illustrée, 2 Bde., Paris  1854–1856
- Dictionnaire français illustré, 2 Bde., Paris 1856–1857
- Nouveau dictionnaire universel. Panthéon littéraire et encyclopédie illustrée, 2 Bde., Paris 1865–1870 (4 Bde., Paris 1972), 1880, 1894
- Le dictionnaire des écoles, Paris 1865
- Nouvelle encyclopédie nationale, Paris 1870
- Dictionnaire-journal. Compléments du "Dictionnaire universel" et des grands lexiques français, Paris 1895
- Dictionnaire La Châtre. Nouvelle encyclopédie universelle illustrée, Paris 1898–1907

### Weitere Werke (Auswahl)
- Histoire des papes. Crimes, meurtres, empoisonnements, parricides, adultères, incestes, débauches et turpitudes des pontifes romains, depuis Saint-Pierre jusqu'à nos jours. Crimes des rois, des reines et des empereurs, 2 Bde., Paris 1842–1857, 10 Bde., 1865; u. d. T. Histoire des papes. Mystères d'iniquités de la cour de Rome, 3 Bde., 1870 (portugiesisch 1893–1896)
- Cinq centimes par jour. Méthodes commerciales d'un éditeur engagé, hrsg. von François Gaudin und Jean-Yves Mollier, Mont-Saint-Aignan 2008
- Philosophie nouvelle. Le spiritisme, hrsg. von  François Gaudin, Mont-Saint-Aignan 2012